# Gabinet Geralda Forda

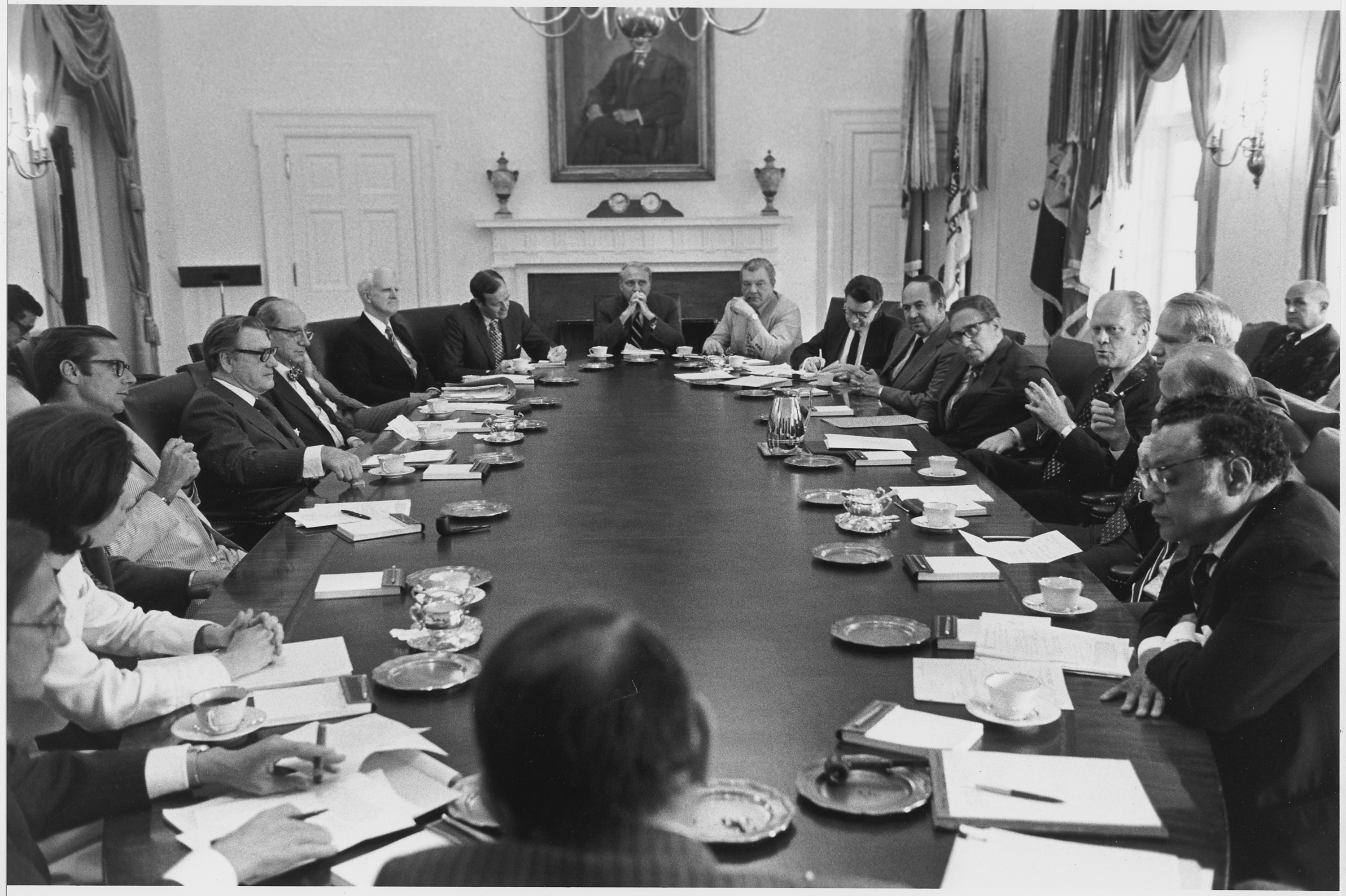
Gabinet Geralda Forda w 1975 roku

Gabinet Geralda Forda – powołany i zaprzysiężony w 1974, po rezygnacji gabinetu Richarda Nixona.
| Departament/Funkcja                             | Imię i nazwisko         | Kadencja    |
| ----------------------------------------------- | ----------------------- | ----------- |
| Prezydent                                       | Gerald Ford             | 1974 – 1977 |
| Wiceprezydent                                   | wakat                   | 1974 – 1977 |
|                                                 | Nelson Rockefeller      | 1974 – 1977 |
| Sekretarz stanu                                 | Henry Kissinger         | 1974 – 1977 |
| Sekretarz skarbu                                | William E. Simon        | 1974 – 1977 |
| Sekretarz obrony                                | James Schlesinger       | 1974 – 1975 |
|                                                 | Donald Rumsfeld         | 1975 – 1977 |
| Prokurator generalny                            | William Saxbe           | 1977 – 1979 |
|                                                 | Edward H. Levi          | 1975 – 1977 |
| Sekretarz zasobów wewnętrznych                  | Rogers Morton           | 1974 – 1975 |
|                                                 | Stanley Hathaway        | 1975        |
|                                                 | Thomas S. Kleppe        | 1975 – 1977 |
| Sekretarz rolnictwa                             | Earl Butz               | 1974 – 1976 |
|                                                 | John A. Knebel          | 1976 – 1977 |
| Sekretarz handlu                                | Frederick B. Dent       | 1974 – 1975 |
|                                                 | Rogers Morton           | 1975 – 1976 |
|                                                 | Elliot Richardson       | 1976 – 1977 |
| Sekretarz pracy                                 | Peter J. Brennan        | 1974 – 1975 |
|                                                 | John Thomas Dunlop      | 1975 – 1976 |
|                                                 | William Usery Jr.       | 1976 – 1977 |
| Sekretarz zdrowia, edukacji i opieki społecznej | Caspar Weinberger       | 1974 – 1975 |
|                                                 | F. David Mathews        | 1975 – 1977 |
| Sekretarz urbanizacji                           | James Thomas Lynn       | 1974 – 1975 |
|                                                 | Carla Hills             | 1975 – 1977 |
| Sekretarz transportu                            | Claude Brinegar         | 1974 – 1975 |
|                                                 | Claude Brinegar         | 1975 – 1977 |
| Dyrektor Biura Zarządzania i Budżetu            | Roy Ash                 | 1974 – 1975 |
|                                                 | James T. Lynn           | 1975 – 1977 |
| Przedstawiciel handlowy Stanów Zjednoczonych    | William Denman Eberle   | 1974        |
|                                                 | Frederick B. Dent       | 1975 – 1977 |
| Ambasador Stanów Zjednoczonych przy ONZ         | John A. Scali           | 1974 – 1975 |
|                                                 | Daniel Patrick Moynihan | 1975 – 1976 |
|                                                 | William Scranton        | 1976 – 1977 |